# Cyrtandra scutifolia
Cyrtandra scutifolia är en tvåhjärtbladig växtart som beskrevs av Brian Laurence Burtt. Cyrtandra scutifolia ingår i släktet Cyrtandra och familjen Gesneriaceae. Inga underarter finns listade i Catalogue of Life.